# المندسة
المندسة، قرية من قرى منطقة المدينة المنورة في السعودية. تقع بالقرب من وادي الحمض على بعد 35 كم شمال غرب المدينة المنورة على طريق (المدينة المنورة/ تبوك).

## جغرافيا
تتميز جغرافيتها بالتنوع من رمال متحركة ( نفوذ) و جبال وأراضي زراعيه، وتبلغ مساحة المركز حوالي 1356,5 كم2، حيث تقدر بنحو 5,4% من إجمالي مساحة نطاق المدينة المنورة ومراكزها، ويضم المركز 20 قرية، ويبلغ عدد سكان مركز المندسة طبقا لتقديرات الاستشاري لعام 1420هـ نحو 3,6 ألف نسمة، حيث تمثل حوالي 4,5% من إجمالي سكان القرى، وتبلغ الكثافة العامة حوالي 2,7 شخص/كم2.